# グレート・ブックス
グレート・ブックス（Great Books）は、モーティマー・アドラーによって選ばれた西洋の名著のアンソロジー。
- ソクラテスの弁明 (ソクラテス)
- 国家 (プラトン)
- ニコマコス倫理学 (アリストテレス)
- 旧約聖書 (モーセ)
- 新約聖書 (イエス・キリスト)
- 告白 (アウグスティヌス)
- コーラン (マホメット)
- 君主論 (マキャベリ)
- キリスト者の自由 (ルター)
- エセー (モンテーニュ)
- ノヴム・オルガヌム (フランシス・ベーコン)
- リヴァイアサン (ホッブズ)
- 方法序説 (デカルト)
- パンセ (ブレーズ・パスカル)
- エチカ (スピノザ)
- 統治二論 (ロック)
- 法の精神 (モンテスキュー)
- 社会契約論 エミール (ルソー)
- 国富論 (アダム・スミス)
- 純粋理性批判 (カント)
- 精神現象学 法の哲学 (ヘーゲル)
- 道徳および立法の諸原理序説 功利主義論 (ベンサム ミル)
- 種の起源 (ダーウィン)
- 不安の概念 死に至る病 (キルケゴール)
- 資本論 (マルクス)
- ツァラトゥストラ (ニーチェ)
- 精神分析入門 (ジークムント・フロイト)
- 国家と革命 帝国主義論 (レーニン)
- 存在と時間 (マルティン・ハイデッガー)